# Cataglyphis piliscapus
Cataglyphis piliscapus är en myrart som först beskrevs av Auguste-Henri Forel 1901.  Cataglyphis piliscapus ingår i släktet Cataglyphis och familjen myror. Inga underarter finns listade.